# Josip Abramović
Josip Abramović (születési neve: Julije Abrahamsohn Temesvár, 1882. január 15.  – Jasenovaci koncentrációs tábor, 1942 január) osztrák-magyar, majd jugoszláviai zsidó ügyvéd, filantróp, Bród város zsidó önkormányzatának elnöke, az Osztrák-Magyar Monarchiában, majd a Jugoszláv Királyságon belüli horvát területeken a cionista mozgalom ellenfele. A holokauszt idején gyilkolták meg a jasenovaci koncentrációs táborban.

## Élete
Zaharije és Jeanette Abrahamsohn gyermekeként született. 1904-ben Eszéken, az „Eszéki Mózeshitű Horvát Akadémikusok” csoport tagjaként részt vett az I. Cionista Kongresszus ülésén. Beszédében a cionizmust az antiszemitizmus elleni harcra gyenge, utópisztikus emberek gyengeségének kifejeződéseként jelölte meg, és arról beszélt, hogy Horvátországon kívül nem ismer más hazát. Beszédében arra is rámutatott, hogy minden nemzeti törekvés egy másik nemzet ellen irányul: „Ön a zsidó nyelvet műveli, a horvát nép pedig a horvátot. Ez szükségképpen konfliktushoz vezet. A cionizmus egy sport és egyben nyaktörő mutatvány. A munkája elvezeti Önt a horvátországi Kišinjébe is. Horvátország az anyánk, és mi vagyunk a fiai. Legyünk mi horvátok és semmi más, és megoldottuk a horvátországi zsidókérdést.” Emiatt a kijelentés miatt nagy felzúdulás támadt a teremben, így aztán az elnök elvette a szót az akkor még fiatal ügyvédtől. A kongresszuson Abramovićot azzal vádolták, hogy asszimilátorként a cionizmus ellensége a zsidók körében.
1927-ben külön zsidó listáról választották meg Bród város képviselőjének. 1930-ban Bród zsidó önkormányzatának elnökévé választották. Ezt a pozíciót 1934-ig töltötte be. Mandátuma alatt a temetőben kápolnát építettek, és a zsinagóga mögötti régi épületet is felújították, ahol a rabbi és a kántor lakott. 1934-től a „Rotary Club Brod na Sava” tagja volt. 1935-ben, karácsony napján Dr. Abramović és Maks Bosnić részt vett a rossz anyagi helyzetű iskolás gyerekek megajándékozásában. A Zsidó Nemzeti Alap (Keren Kajemet Le Israel) aranykönyvének nyertese volt. Feleségül vette Jelisava Abramovićot, akitől két fia született, Đuro és Zlatko. A Független Horvát Állam (NDH) idején 1942 januárjában usztasák ölték meg a jasenovaci koncentrációs táborban.

## Fordítás
Ez a szócikk részben vagy egészben  a   Josip Abramović című szerbhorvát Wikipédia-szócikk ezen változatának fordításán alapul.  Az eredeti cikk szerkesztőit annak laptörténete sorolja fel. Ez a jelzés csupán a megfogalmazás eredetét és a szerzői jogokat jelzi, nem szolgál a cikkben szereplő információk forrásmegjelöléseként.